# Sudan Airways
Sudan Airways — національний авіаперевізник Судану і член Організації повітряних перевізників арабських країн.

## Історія
Авіакомпанія була заснована в 1947 році компанією Sudan Railways для надання транспортних послуг в районах країни, де була відсутня залізнична інфраструктура.

## Події
- 30 березня 2007 року був захоплений літак авіакомпанії за півтори години до посадки в Хартумі. Лайнер здійснював переліт зі столиці Лівії — Триполі. Після посадки в Хартумі захопив літак був заарештований співробітниками суданських спецслужб.[1]